# 圣若望洗礼堂 (比萨)

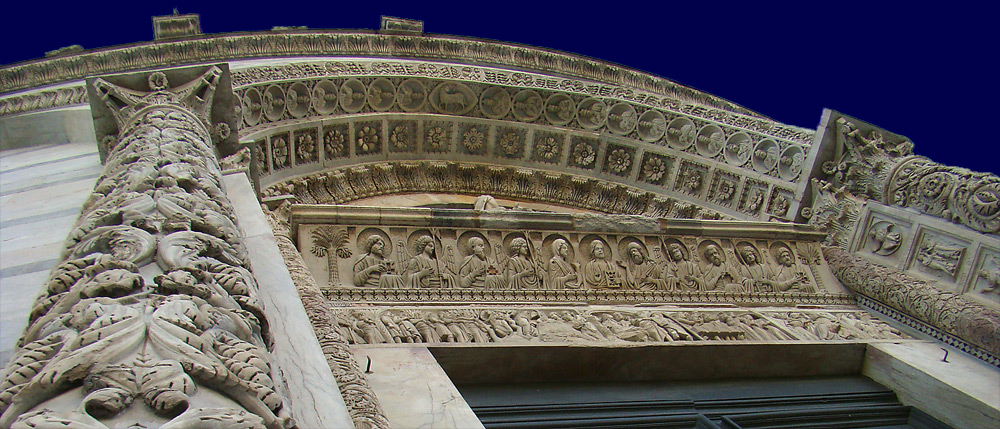
入口

圣若望洗礼堂（義大利語：Battistero di San Giovanni）是意大利比萨的一座用大理石砌筑的宗教建筑，建于1152年，以取代旧堂，1363年完成。它是奇迹广场上按时间顺序的第二座建筑物，邻近比萨主教座堂和著名的比萨斜塔。
该建筑高54.86米，周长107.24米，是意大利最大的洗礼堂。圣若望洗礼堂为从罗曼式建筑到哥特式建筑风格的过渡的例子。下层使用罗曼式的圆形拱门，而上层采用哥特式风格的尖拱。
室内装饰简洁朴素。中心为八角形洗礼盆。讲道台为尼古拉·皮萨诺在1255年至1260年的作品。
圣若望洗礼堂构建在不稳定的地基上，向主教座堂倾斜0.6度。
该堂有内外两层屋顶，内层为金字塔形屋顶，外层为圆顶，两层之间形成共鸣腔。这样的设计使之内部听觉效果完美。